# モンドヴィーノ
『モンドヴィーノ』(Mondovino)は、ジョナサン・ノシター監督の2004年のドキュメンタリー映画。近年のワイン業界の世界規模の商業化とそれに反対する人々を取材。2004年のカンヌ国際映画祭のパルム・ドール賞のノミネート作品の一つ。

## キャスト
- ミシェル・ロラン（Michel Rolland） - フランスの醸造家。車で各地を回り醸造方法を指導する。世界的に活動を行っている。
- ユベール・ド・モンティーユ - Domaine de Montilleの当主としてワインを生産。テロワールを重視。
- ロバート・パーカー - アメリカのワイン評論家。自宅で取材を受けた。
- エメ・ギベール - マ・ド・ドマ・ガサックの経営者でワイン生産者。モンダヴィのフランス進出に反対した中心人物。
- ロバート・モンダヴィ - フランス南西部ラングドック地方アニアーヌ村への進出を計画するが、反対派の共産党の市長が当選し計画が破綻する。